# 打獵季節2
《打獵季節2》（英語：Open Season 2）是一部2009年美國電腦動畫片。本片為《打獵季節》的續集電影，由Matthew O'Callaghan執導並由索尼影视娱乐製作和發行。其配音員包括 Jane Krakowski （Giselle）、 比利·康諾利（McSquizzy）、 Cody Cameron （Mr. Wennie）、 Danny Mann （Serge）、 与Matthew Taylor （Buddy）對應的配音也是前一集的角色，新的配音員則有 Joel McHale、 Mike Epps、与Matthew W. Taylor表示布格，艾略特和邓尼和伊恩。

## 配音員
| 配音              | 配音   | 配音   | 角色                   |
| 英版              | 台版   | 港版   | 角色                   |
| ----------------- | ------ | ------ | ---------------------- |
| 喬爾·麥克哈爾     | 劉傑   | 張錦程 | 愛鹿特（Elliot）       |
| Mike Epps         | 于正昇 |        | 布穀（Boog）           |
| Cody Cameron      | 夏治世 |        | 臘腸先生（Mr. Weenie） |
| Jane Krakowski    | 賀世芳 |        | 吉賽爾（Giselle）      |
| 比利·康诺利       | 李香生 |        | 妙酷鼠（McSquizzy）    |
| 克斯賓·葛洛佛     | 魏伯勤 |        | 菲菲（Fifi）           |
| 丹尼·曼           | 孫中台 |        | 阿吉（Serge）          |
| Matthew W. Taylor | 胡大衛 |        | 丹尼（Deni）           |
| Matthew W. Taylor | 劉傑   |        | 巴帝（Buddy）          |
| Matthew W. Taylor | 康殿宏 |        | 伊恩（Ian）            |
| Steve Schirripa   | 孫中台 |        | 羅伯特（Roberto）      |
| Fred Stoller      |        |        | 史丹利（Stanley）      |
| Sean Mullen       |        |        | 羅傑（Roger）          |
| 狄爾里奇·巴德     |        |        | 鲁夫斯（Rufus）        |
| 奧莉薇亞·哈克     | 謝佼娟 |        | 小林（Charlene）       |

## 發行
虽然《打獵季節2》在美國和英國採錄影帶首映的方式，但在一些國家仍在戲院裡首映
发布日期按国家：
- 南非 - 2008年9月24日（剧院）
- 俄罗斯 - 2008年10月16号（剧院）
- 挪威 - 2008年11月1日（剧院）
- 荷兰 - 2008年12月2日（剧院）
- 澳大利亚 - 08年12月10日（DVD和蓝光）
- 美国 - 2009年1月27日（DVD和蓝光）
- 英国 - 待定

分布的国家
- Sony Pictures Home Entertainment - 在英国、美国、荷兰、俄罗斯、法国和其他国家
- Bontonfilm - 捷克的 环球影业
- 环球影业 - 在加拿大、捷克共和国、丹麦
- The Weinstein Company - 在香港和冰岛
- Tatrafilm - in Slovakia for Lions Gate Entertainment
- Lions Gate Entertainment - in Norway, Sweden, Slovakia, Mexico, Australia, New Zealand, and Germany
- 二十世纪福斯 - 在中国、南非、马来西亚